# Armistițiul dintre Italia și forțele armate Aliate
Armistițiul cu Italia a fost semnat între Italia și Aliați în timpul celui de-al Doilea Război Mondial (8 septembrie 1943). În acel moment, forțele Aliaților ocupau jumătatea sudică a Italiei. Armistițiul mai este cunoscut în Italia ca Armistizio di Cassibile (după locul unde a fost semnat) ori ca Armistizio dell'8 Settembre.

## Context general
În primăvara anului 1943, preocupat de situția dezastruoasă de pe front, Mussolini a demis mai mulți funcționari din guvern considerați mai loiali regelui Victor Emanuel decât regimului fascist.  Aceste schimbări au fost considerate ostile față de rege, care se arăta din ce în ce mai critic la adresa guvernului și lui Benito Mussolini. Este foarte posibil ca după aceste manevre, regele să fi luat în considerație anumite contramăsuri, care aveau să ducă până la urmă la armaistițiul cu Aliații și la căderea lui Mussolini. 
Pentru a scoate Italia din război, regele a cerut sprijinul lui Dino Grandi. Grandi era unul dintre conducătorii cei mai importanți ai fasciștilor, iar în tinerețe fusese considerat o alternativă credibilă la conducerea lui Mussolini în fruntea Partidului Fascist. Regele mai spera de asemenea ca ideile lui Grandi despre fascism să fie mai blânde decât ale lui Mussolini. Diferiți amabasadori, inclusiv Pietro Badoglio, i-au propus lui Grandi să-i succeadă lui Mussolini..
Mișcarea de contestare a lui Mussolini a câștigat noi adepți, printre care Giuseppe Bottai, ministrul culturii și pe cel de-al doilea om în partid, ginerele lui Mussolini, Galeazzo Ciano. Conspiratorii au stabilit ca pe ordinea de zi a viitoarei reuniuni a „Marelui Consiliu al Fascismului” să treacă propunerea de restaurare a controlului direct al regelui asupra politicii Italiei. După ședință Marelui Consiliu de pe 23 iulie 1943, în care ordinea de zi a fost votată cu majoritate, Mussolini a fost obligat să se întâlnească cu regele și să-și prezinte demisia ca prim-ministru. După ce a părăsit palatul regal, Mussolini a fost arestat de carabinieri și a fost transportat pe insula Ponza. În fruntea guvernului a fost numit Badoglio. Această mișcare a fost neașteptată, deoarece lui Grandi i se promisese că un alt general, cu calități personale și profesionale superioare, Enrico Caviglia, urma să ia locul lui Mussolini. 
Numirea noului premier nu părea că schimbă poziția Italiei de aliat al Germaniei. În fapt a fost o mișcare a regelui spre stabilirea unei păci cu Aliații. 

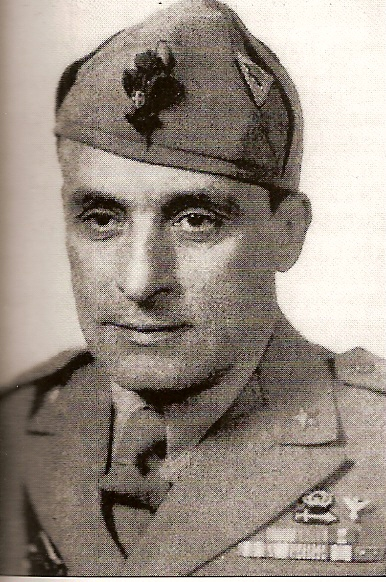
Generalul Giuseppe Castellano

## Primii pași spre semnarea armistițiului
Trei generali italieni (printre care  Giuseppe Castellano) au fost trimiși separat la Lisabona, pentru a lua legătura cu diplomați aliați și a face tatonări cu privire la semnarea unei păci separate. Începerea discuțiilor cu diplomații aliați s-a făcut fără rezolvarea unei probleme importante: cei trei generali nu au reușit să stabilească cine este împuternicitul cu cea mai mare autoritate. Mai mult, în scurtă vreme, cei trei au început să se certe pe poziția de prim-negociator. După o vreme, Castellano a câștigat această „competiție” și a început discuții serioase pentru capitularea Italiei. Printre negociatorii aliați se aflau ambasadorul britanic la Lisabona, Ronald Campbell, și doi generali trimiși de Dwight Eisenhower, americanul Walter Bedell Smith și britanicul Kenneth Strong.
La început, Aliații nu erau entuziasmați de propunerile de pace ale italienilor. Campania militară împotriva forțelor Axei din Italia păreau că merge foarte bine, iar victoria părea doar o problemă de timp. Capitularea Italiei ar fi grăbit acest proces, dar ar fi redus beneficiile unei cuceriri militare a întregului teritoriu italian. 
Analize mai atente ale situație din peninsulă au arătat însă că există și beneficii importante ale semanarii unei păci cu Italia. Istoricii au considerat că unul dintre factorii decisivi ai începerii unor discuții de pace a fost temerea americanilor cu privire la o apropiere a italienilor de britanici, ceea ce ar fi dus la controlul total al Londeri asupra bazinului Mării Mediterane. 
Pe 27 august, Castellano s-a reîntors în Italia și, trei zile mai târziu, l-a informat pe Badoblio cu privire la invitația făcută de aliați pentru o întâlnire a negociatorilor în Sicilia.

## Condițiile armistițiului
Badoglio credea că poate obține condiții favorabile în schimbul capitulării. El i-a ordonat lui Castellano să insiste că orice capitulare a Italiei este condiționată de o debarcare aliată de proporții în peninsulă. În acel moment, Aliații ocupau doar Sicilia și alte câteva insule de mai mică importanță. Badoglio a cerut chiar să aibă acces la planurile militare aliate. Această ultimă cerere avea să fie respinsă din capul locului. 
Pe 31 august, generalul Castellano a aterizat la  Termini Imerese – Sicilia, de unde a fost transferat la Cassibile, un orășel de lângă Siracusa. Încă de la început s-a remarcat pozițiile total diferite ale celor două delegații. Castellano cerea în mod rezonabil ca teritoriul italian să fie apărat după semanrea capitulării împotriva reacției inevitabile a germanilor. El a primit numai niște propuneri vagi, printre cre și aceea a lansării unei divizii de parașutiști la Roma. În plus, orice acțiune militară urma să fie întreprinsă în paralel cu semnarea capitulării și nu înaintea acesteia, după cum doreau italienii. 
A doua zi, Castellano a fost primit de Badoglio și apropiații acestuia din urmă. Ministrul afacerilor externe, Raffaele Guariglia, a declarat că trebuie acceptate condițiile Aliaților. Unii dintre generali au afirmat că în jurul Romei se află trupe insuficiente pentru apărarea orașului iar munițiile nu sunt îndestulătoare. De aceea, acești militari propuneau amânarea semnării armistițiului. Badoglio nu și-a exprimat nicio părere în privința semanării armistițiului. În aceiași seară, primul ministru s-a prezentat în fața regelui, care a decis să accepte condițiile armistițiului. 

## Semnarea armistițiului
Italienii au trimis aliaților o telegramă de confirmare a acceptării condițiilor. Mesajul a fost interceptat de germani, care din acel moment au început să-i suspecteze pe italieni de trădare a alianței care-i lega. Germanii au luat legătura cu Badoglio, care a reafirmat loialitatea nestrămutată a Italiei față de aliatul german. Nici după ce au primit asigurările prim-ministrului italian, germanii nu s-au liniștit și au pregătit declanșarea operațiunilor pentru preluarea controlului asupra Italiei („Planul Asche”) în cazul în care guvernul de la Roma ar fi încercat să părăsească Axa. 
Pe 2 septembrie, Castellano s-a deplasat din nou la Cassibile cu ordinul să confirme acceptarea condițiilor aliaților. El nu avea nicio autorizație scrisă de la șeful cabinetului italian, Badoglio, care dorea să se disocieze cât mai mult posibil de evenimentele care aveau să urmeze. 
Ceremonia de semnare a armistițiului a început la ora 14:00 pe 3 septembrie. Au semant Castellano în numele lui Badoglio și Bedell Smith în numele lui Eisenhower. Un raid de bombardament a 500 de bombardiere care aveau ca țintă Roma a fost oprit în ultima clipă. Raidul fusese gândit de Eisenhower ca o misiune de intimidare a italienilor și de grăbire a semnării armistițiului. Harold Macmillan, reprezentatntul britanic în Statul Major Aliat, l-a informat pe Winston Churchill că armistițiul a fost semnat fără niciun amendament. 
După semanare, Castellano a fost informat că generalul Campbell a prezentat clauze suplimentare unui alt general, Zanussi, care se afla la Cassibile încă de pe 31 august. Zanussi, din motive necunoscute, nu l-a informat pe Castellano cu privire la existența acestor clauze suplimentare. Badell Smith i-a explicat lui Castellano că aceste clauze suplimentare nu aveau efect doar dacă Italia ar fi acceptat să întoarcă armele împotriva Germaniei. 
În dupăamiaza aceleiași zile, Badoglio s-a întâlnit cu miniștii marinei, forțelor aeriene și de război și cu reprezentanții regelui. El nu și-a informat conlocutorii asupra semnării armistițiului, afirmând doar că negocierile continuă. 
Când armistițiul a fost făcut public pe 8 septembrie, marea majoritate a armatei italiene nu era la curent cu negocierile purtate. Regele și familia regală au fugit împreună cu primul ministru din Roma și s-au refugiat la aliați. Armata italiană nu a primit niciun fel de ordine cu privire cu atitudinea pe care urma să o adopte față de germani. Armata italiană a fost copleșită rapid de cea germană, iar Wehrmachtul a ocupat fără să întâmpine vreo rezistență întregul teritoriu care nu se afla sub controlul aliaților. Pe 3 septembrie, trupele canadiene începuseră debarcarea în zona cea mai de sud a Calabriei. A doua zi după semanrea armistițiului, (9 septembrie), Aliații au debarcat la Salerno și Taranto.